# جمعية علوم البلازما في الهند
جمعية علوم البلازما في الهند(بالإنجليزية: Plasma Science Society of India)‏ ، تأسست عام 1979 في معهد أبحاث البلازما في أحمد آباد – الهند ، تهتم الجمعية ببحوث الاندماج النووي في المجال النظري والعملي .
تضم الجمعية أكثر من 950 عضو وهذا العدد يزداد سنويا .